# Huey Long
Huey Pierce Long, Jr., (USA, Louisiana, Winnfield, 1893. augusztus 30. – USA, Louisiana, Baton Rouge, 1935. szeptember 10.) demokrata párti amerikai politikus, aki radikális populista nézeteiről vált ismertté. 1928 és 1932 között Louisiana állam kormányzójaként, 1932 és 1935 között pedig szenátoraként szolgált. Bár 1932-ben még támogatta Franklin D. Roosevelt elnökválasztási kampányát, 1933 júniusában szakított vele és úgy döntött, saját maga is indul az elnöki székért.
1934-ben készítette el Share Our Wealth (Osszuk meg vagyonunkat) elnevezésű programját, melynek mottója "[Legyen] minden ember király" (Every Man a King) volt. Ebben új jövedelemelosztási intézkedéseket vázolt, amely a nagyvállalatokra és a leggazdagabbakra kivetett adókkal igyekezett volna a nagy gazdasági világválság idején elszabadult szegénységgel és bűnözéssel felvenni a harcot.
Elképzelései a társadalomreformról, illetve keménykezű intézkedései rendkívül népszerűvé tették, míg politikai ellenfelei diktatórikusnak minősítették az állam kormányát, teljesen személyi ellenőrzése alatt tartó módszerei miatt. Népszerűsége csúcsán a Louisiana-i Kapitólium épületénél merénylet áldozata lett.